# Capucin à tête grise
Spermestes griseicapilla
Espèce
Statut de conservation UICN

 LC  : Préoccupation mineure
Le Capucin à tête grise (Spermestes griseicapilla) est une espèce de passereaux de la famille des Estrildidae.